# Cratere Giotto
Giotto è un cratere d'impatto presente sulla superficie di Mercurio, a 12,47° di latitudine nord e 56,47° di longitudine ovest. Il suo diametro è pari a 144 km.
Il cratere è dedicato al pittore italiano Giotto.